# Shah Mahmud
Mirza Shah Mahmud (nacido hacia 1446) fue brevemente el gobernante timurida de Herat. Era el hijo de Mirza Abul-Qasim Babur bin Baysonqor, que era un bisnieto de Timur. Shah Mahmud sucedió a su padre después de su muerte en 1457 a la edad de once años. Solo unas semanas más tarde, su primo Ibrahim, un hijo de Ala-ud-Daulah Mirza bin Baysonqor, lo expulsó de Herat. Shah Mahmud no se distinguió en los años siguientes, y murió en algún momento de la década de 1460.